# 안동 조씨
안동 조씨(安東 曺氏)는 경상북도 안동시를 본관으로 하는 한국의 성씨이다. 시조는 조선에서 호장을 지낸 조석재(曺碩材)이다.

## 참고 자료
- “안동조씨(安東曺氏)”. 뿌리를 찾아서.[깨진 링크(과거 내용 찾기)]